# XFS
XFS is een bestandssysteem dat is ontwikkeld door Silicon Graphics, Inc (SGI) voor het IRIX-besturingssysteem. In mei 2000 heeft SGI XFS vrijgegeven onder de GNU General Public License.
XFS is opgenomen in de Linuxkernel sinds versie 2.4.25. Veel Linuxdistributies bieden het als mogelijk bestandssysteem aan tijdens installatie. Er is ook een port naar FreeBSD gemaakt. 

## Eigenschappen
XFS heeft de volgende eigenschappen:
- alleen journaliseren van metadata
- dynamische uitbreiding van bestandsgrootte
- striped allocation: optimalisering van doorvoer door I/O-operaties te laten samenvallen met de stripes op een RAID-disksysteem
- defragmentatie terwijl het bestandssysteem wordt gebruikt
- een realtime-I/O-API (voor hard- of soft-realtimetoepassingen, zoals videostreaming)
- allocate-on-flush: een manier om fragmentatie te verminderen door het samenvoegen van allocaties voor langzaam groeiende bestanden

## Nadelen
- Er is geen manier om een XFS-bestandssysteem kleiner te maken als het is geïnstalleerd. Dit is te omzeilen met het kopiëren van data naar een andere schijf, de XFS-partitie te verwijderen en aan te maken met een kleinere grootte.
- Vorige versies van XFS hadden problemen met 'out-of-order'-schrijfoperaties.[2]